# Juan Dixon
Juan Dixon (Baltimore, Maryland, 9 de octubre de 1978) es un exjugador de baloncesto estadounidense que disputó 7 temporadas en la NBA. Con 1,91 metros de altura, jugaba en la posición de escolta. Desde su retirada ejerce como entrenador universitario.

## Trayectoria profesional

### Universidad
Después de una traumática infancia, marcada por el hecho de que sus padres fueran adictos a la heroína y que ambos murieron de sida antes de que cumpliera 17 años, fue su hermano Phil, policía en Baltimore, el que le ayudaría a entrar en el programa deportivo de la Universidad de Maryland. Llegó a ser el máximo anotador de la historia de su universidad, adelantando al fallecido Len Bias. Además, es el único jugador de la historia de la NCAA en acumular más de 2000 puntos, 300 robos de balón y 200 tiros de 3 anotados. Llevó a su equipo a la conquista de su primer campeonato universitario en 2002, y consiguió el premio al Jugador del año de la ACC, su conferencia.
A lo largo de sus cuatro años de universidad, promedió 16,1 puntos y 4,2 rebotes por partido.

### Profesional

#### NBA
Fue elegido por los Washington Wizards en la 17.ª posición de la primera ronda del Draft de la NBA de 2002, donde pasó 3 años, con unas discretas estadísticas de 6 puntos y 1,9 asistencias por partido. 
En 2005 firmó con Portland Trail Blazers como agente libre, mejorando sensiblemente sus cifras, pasando a promediar 12,3 y 2,3 asistencias. 
A mediados de la temporada 2006-07 fue traspasado a Toronto Raptors a cambio de Fred Jones.
El 21 de febrero de 2008 fue traspasado a Detroit Pistons a cambio del pívot esloveno Primoz Brezec.
El 24 de septiembre de 2008 fichó por Washington Wizards, equipo donde comenzó su trayectoria en la NBA.

#### Europa
En 2009 no encontró un buen contrato en la NBA y decidió hacer las maletas y emprender rumbo, por primera vez en su carrera, a Europa. El Aris Salónica BC griego le tentó y Dixon aceptó la oferta helena en noviembre de 2009. Sin embargo, no llegó a cuajar y a principios de 2010 rescindió su contrato.
El 11 de enero de 2010 se vinculó al Unicaja Málaga. Ofreció un rendimiento espectacular en los 4 partidos que disputaría con el equipo malagueño en ACB (18.8 puntos, 3.5 rebotes y 2 asistencias). Sin embargo, en febrero Dixon fue suspendido provisionalmente por haber dado positivo por Nandrolona en un control antidopaje realizado en Grecia.
En marzo de 2011 firma con el Bandırma Banvit de la Türkiye Basketbol Ligi, último equipo que jugaría como profesional.

### Entrenador

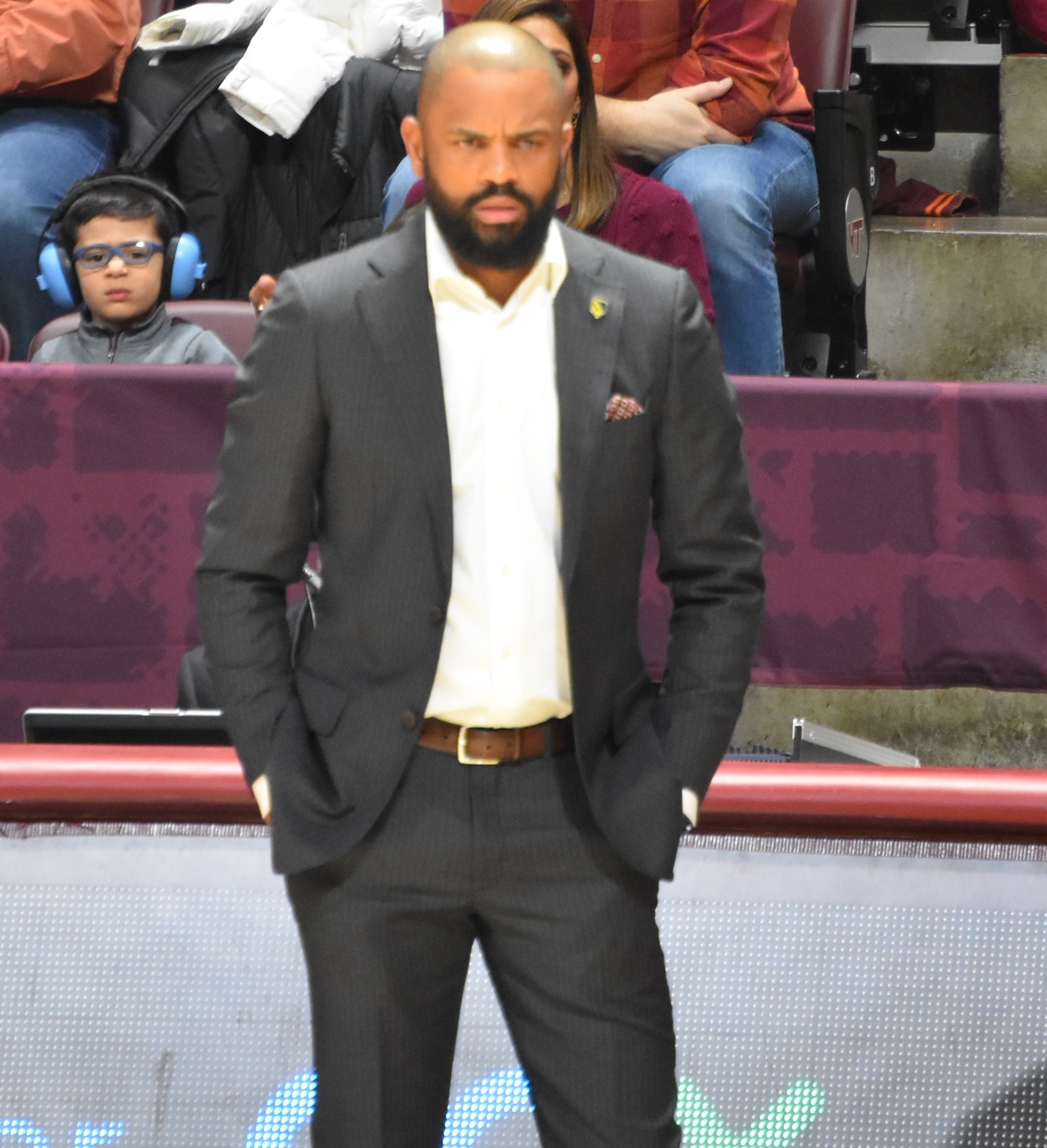
Dixon entrenando a Coppin State.

El 27 de noviembre de 2013, Dixon se unió a equipo técnico de los Terrapins de la Universidad de Maryland junto con el entrenador principal Mark Turgeon. En julio de 2016, fue sustituido.
El 14 de octubre de 2016, fue contratado como entrenador del equipo femenino de la Universidad del Distrito de Columbia (UDC).
En abril de año 2017 se convertiría en entrenador principal en la NCAA con la Universidad de Coppin, dirigiendo a los Eagles. Tras seis temporadas y con un balance de 51-131, el 14 de marzo de 2024, fue despedido como entrenador de Coppin.

## Estadísticas de su carrera en la NBA

### Temporada regular
| Año     | Equipo     | PJ  | PT | MPP  | %TC  | %3P  | %TL  | RPP | APP | ROB | TPP | PPP  |
| ------- | ---------- | --- | -- | ---- | ---- | ---- | ---- | --- | --- | --- | --- | ---- |
| 2002–03 | Washington | 42  | 3  | 15.4 | .384 | .298 | .804 | 1.7 | 1.0 | .6  | .1  | 6.4  |
| 2003–04 | Washington | 71  | 16 | 20.8 | .388 | .298 | .799 | 2.1 | 1.9 | 1.1 | .1  | 9.4  |
| 2004–05 | Washington | 63  | 4  | 16.7 | .416 | .327 | .897 | 1.9 | 1.8 | .7  | .1  | 8.0  |
| 2005–06 | Portland   | 76  | 42 | 25.3 | .435 | .382 | .804 | 2.3 | 2.0 | .8  | .1  | 12.3 |
| 2006–07 | Portland   | 55  | 1  | 22.6 | .426 | .364 | .833 | 1.5 | 1.5 | .9  | .1  | 8.9  |
| 2006–07 | Toronto    | 26  | 5  | 26.3 | .425 | .325 | .932 | 2.8 | 1.6 | 1.0 | .1  | 11.1 |
| 2007–08 | Toronto    | 36  | 0  | 11.8 | .369 | .436 | .947 | 1.3 | 1.8 | .6  | .1  | 4.3  |
| 2007–08 | Detroit    | 17  | 0  | 14.4 | .480 | .394 | .429 | 1.6 | 1.9 | .0  | .0  | 6.5  |
| 2008–09 | Washington | 50  | 6  | 16.3 | .395 | .333 | .872 | 1.3 | 2.4 | .7  | .1  | 5.2  |
| Total   | Total      | 436 | 77 | 19.5 | .413 | .341 | .833 | 1.9 | 1.8 | .8  | .0  | 8.4  |

### Playoffs
| Año     | Equipo     | PJ | PT | MPP  | %TC  | %3P  | %TL  | RPP | APP | ROB | TPP | PPP  |
| ------- | ---------- | -- | -- | ---- | ---- | ---- | ---- | --- | --- | --- | --- | ---- |
| 2004–05 | Washington | 10 | 0  | 21.9 | .406 | .324 | .840 | 2.6 | 1.3 | .7  | .0  | 11.4 |
| 2006–07 | Toronto    | 6  | 0  | 10.5 | .381 | .250 | .000 | .7  | .5  | 1.2 | .0  | 3.0  |
| 2007–08 | Detroit    | 2  | 0  | 3.5  | .000 | .000 | .000 | .0  | .0  | .0  | .0  | .0   |
| Total   | Total      | 18 | 0  | 16.1 | .395 | .310 | .840 | 1.7 | .9  | .8  | .0  | 7.3  |

## Logros personales
- ACC Baloncestista del Año Masculino en 2002.
- Jugador más destacado de la NCAA en 2002.
- Campeón de la NCAA (2002).
- 1.er Equipo All-American (2002).